# Gonzalo Vega
Diego Gonzalo Vega Martínez, noto semplicemente come Gonzalo Vega (Montevideo, 29 giugno 1992), è un calciatore uruguaiano, centrocampista del Fénix.

## Carriera
Ha giocato nella prima divisione uruguaiana ed in quella ungherese.

## Palmarès

### Competizioni nazionali
- Campionato uruguaiano: 1

Nacional: 2011-2012
- Supercopa Uruguaya: 1

Nacional: 2021